# Conjunt de dades de flors Iris

Diagrama de dispersió del conjunt de dades

El conjunt de dades de flors Iris, també conegut com a conjunt de dades de Fisher és un conjunt de dades multivariant introduït per Ronald Fisher en un article seu de 1936, The use of multiple measurements in taxonomic problems (L'ús de mesures múltiples en problemes taxonòmics) com un exemple d'anàlisi discriminant lineal. També se l'ha conegut com a conjunt de dades d'Anderson perquè Edgar Anderson va col·leccionar les dades per quantificar la variació morfològica de les flors de tres espècies Iris relacionades. Dos de les tres espècies es van recollir a la Península de Gaspé: «totes són de la mateixa pastura, i recol·lectades el mateix dia i mesurades al mateix temps per la mateixa persona amb el mateix aparell».
El conjunt de dades conté 50 mostres de cadascuna de les tres espècies d'Iris (Iris setosa, Iris virginica i Iris versicolor). Es van mesurar quatre característiques de cada mostra: el llarg i l'ample del sèpal i del pètal, en centímetres. A partir de la combinació d'aquests quatre trets, Fisher va desenvolupar un model discriminant lineal per distingir entre una espècie de l'altra.

## Ús del conjunt de dades

Resultats insatisfactoris amb mètode k-means (el conjunt de dades no fa grups fins a les classes conegudes) i les espècies de veritat visualitzades - utilitzat el programa ELKI

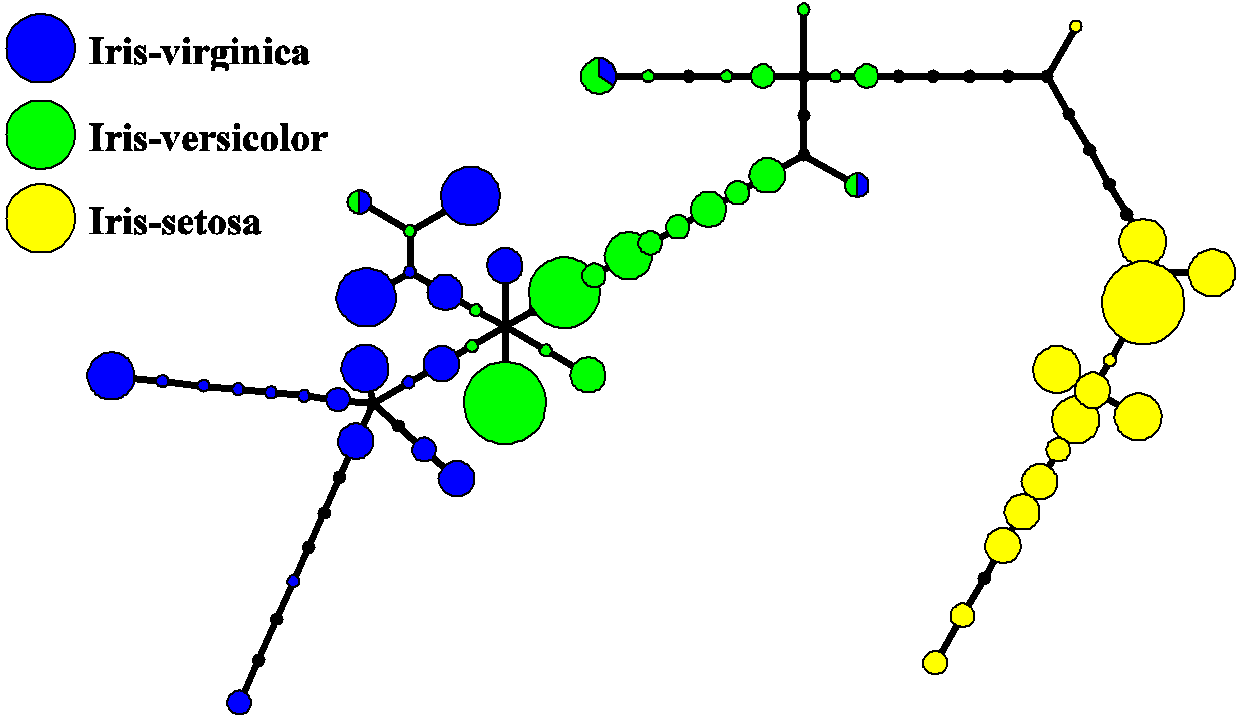
Un exemple de visualització «mapa de metro» pel conjunt de dades de les flors Iris. Només una fracció petita d'Iris-virginica es barreja amb Iris-versicolor. Totes les altres mostres de les espècies diferents d'Iris es troben en nodes diferents.

Basat en el model d'anàlisi discriminant de Fisher, aquest conjunt de dades es va convertir en un cas de prova típic per a moltes tècniques classificacions estadístiques en aprenentatge automàtic com en màquines de vectors de suport.
No obstant això, l'ús d'aquest conjunt de dades en algorismes d'agrupament no és comú perquè el conjunt de dades només conté dos grups amb una separació òbvia i clara. Un dels grups conté Iris setosa, mentre que l'altre conté tots, dos Iris virginica i Iris versicolor, només plenament separables per la informació de l'espècie proporcionada per Fisher. Això fa el conjunt de dades un bon exemple per explicar la diferència entre tècniques que se supervisen o no en la mineria de dades. El model d'anàlisi discriminant només es pot obtenir quan l'espècie objecte es coneix: les etiquetes de classe i els grups no són sempre el mateix.
Tot i així, aquestes tres espècies es poden separar en la projecció en el component principal de brancatge no lineal. El conjunt de dades s'aproxima a l'arbre més a prop amb alguna penalització pel nombre excessiu de nodes, doblegant-se i estirant-se. A partir d'això es pot construir un «mapa de metro». Es projecten els punts de dades per al node de més a prop. Per cada node es prepara un gràfic circular dels punts projectats. La zona del gràfic és proporcional al nombre de punts projectats. Es veu clar del gràfic que la major part de les mostres de les espècies diferents d'Iris són de nodes diferents; només una fracció petita d'Iris-virginica es barreja amb Iris-versicolor (la mescla de nodes blaus amb verds en el diagrama). Així les tres espècies d'Iris (Iris setosa, Iris virginica i Iris versicolor) se separen pels procediments no supervisats de l'anàlisi del component principal no alineat. Per discriminar-los és suficient seleccionar el node corresponent en l'arbre principal.

## Conjunt de dades

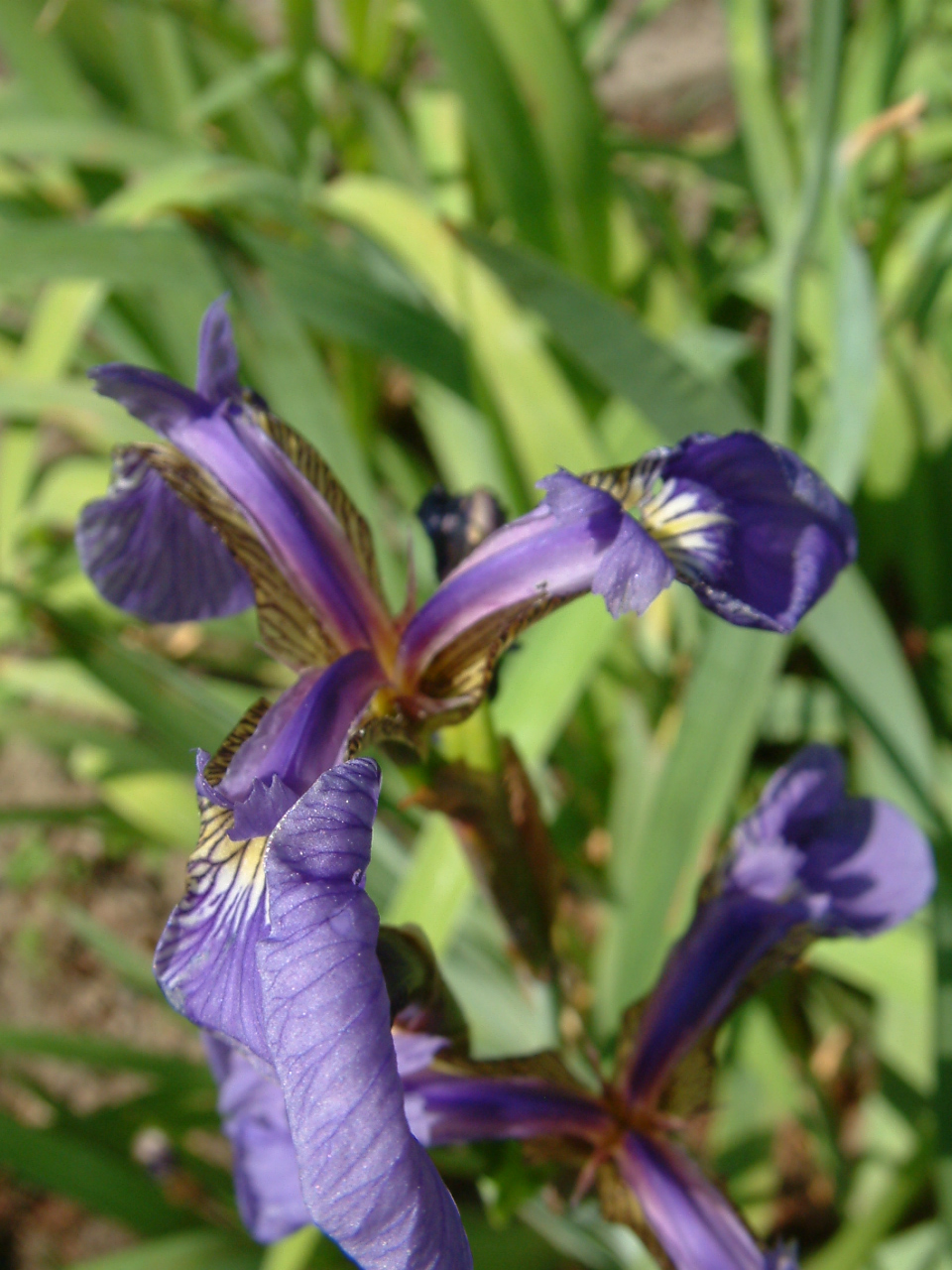
Iris setosa

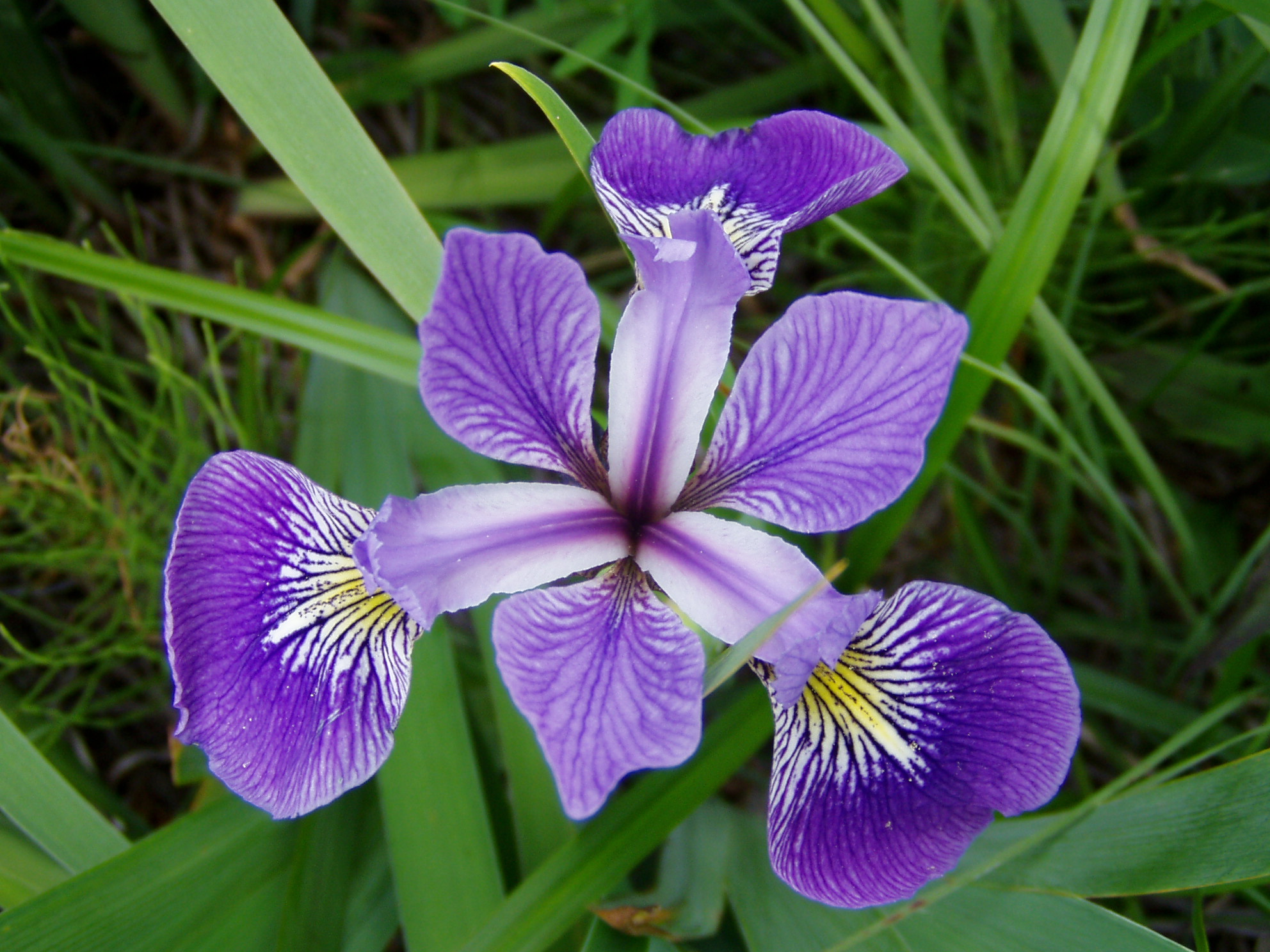
Iris versicolor

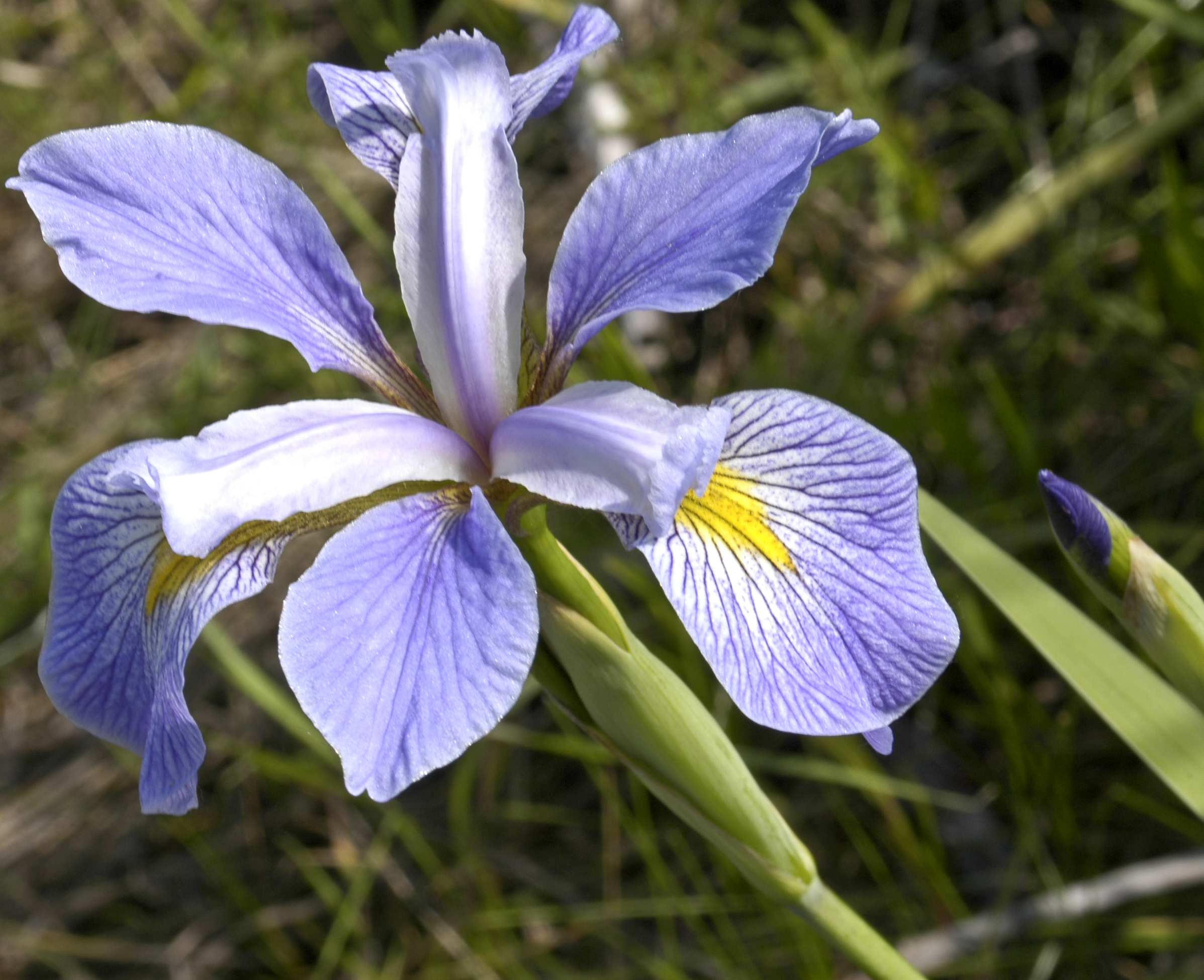
Iris virginica

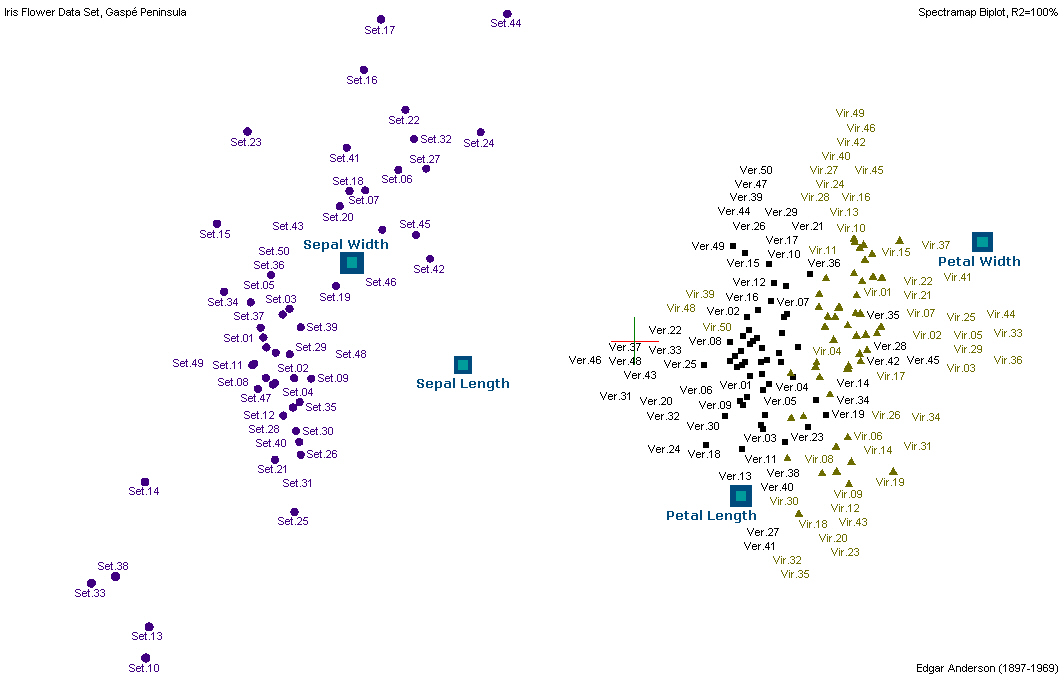
Mapa espectre biplot dels conjunt de dades d'Iris

| Llarg del sèpal | Ample del sèpal | Llarg del pètal | Ample del pètal | Espècie       |
| --------------- | --------------- | --------------- | --------------- | ------------- |
| 5,1             | 3,5             | 1,4             | 0,2             | I. setosa     |
| 4,9             | 3,0             | 1,4             | 0,2             | I. setosa     |
| 4,7             | 3,2             | 1,3             | 0,2             | I. setosa     |
| 4,6             | 3,1             | 1,5             | 0,2             | I. setosa     |
| 5,0             | 3,6             | 1,4             | 0,2             | I. setosa     |
| 5,4             | 3,9             | 1,7             | 0,4             | I. setosa     |
| 4,6             | 3,4             | 1,4             | 0,3             | I. setosa     |
| 5,0             | 3,4             | 1,5             | 0,2             | I. setosa     |
| 4,4             | 2,9             | 1,4             | 0,2             | I. setosa     |
| 4,9             | 3,1             | 1,5             | 0,1             | I. setosa     |
| 5,4             | 3,7             | 1,5             | 0,2             | I. setosa     |
| 4,8             | 3,4             | 1,6             | 0,2             | I. setosa     |
| 4,8             | 3,0             | 1,4             | 0,1             | I. setosa     |
| 4,3             | 3,0             | 1,1             | 0,1             | I. setosa     |
| 5,8             | 4,0             | 1,2             | 0,2             | I. setosa     |
| 5,7             | 4,4             | 1,5             | 0,4             | I. setosa     |
| 5,4             | 3,9             | 1,3             | 0,4             | I. setosa     |
| 5,1             | 3,5             | 1,4             | 0,3             | I. setosa     |
| 5,7             | 3,8             | 1,7             | 0,3             | I. setosa     |
| 5,1             | 3,8             | 1,5             | 0,3             | I. setosa     |
| 5,4             | 3,4             | 1,7             | 0,2             | I. setosa     |
| 5,1             | 3,7             | 1,5             | 0,4             | I. setosa     |
| 4,6             | 3,6             | 1,0             | 0,2             | I. setosa     |
| 5,1             | 3,3             | 1,7             | 0,5             | I. setosa     |
| 4,8             | 3,4             | 1,9             | 0,2             | I. setosa     |
| 5,0             | 3,0             | 1,6             | 0,2             | I. setosa     |
| 5,0             | 3,4             | 1,6             | 0,4             | I. setosa     |
| 5,2             | 3,5             | 1,5             | 0,2             | I. setosa     |
| 5,2             | 3,4             | 1,4             | 0,2             | I. setosa     |
| 4,7             | 3,2             | 1,6             | 0,2             | I. setosa     |
| 4,8             | 3,1             | 1,6             | 0,2             | I. setosa     |
| 5,4             | 3,4             | 1,5             | 0,4             | I. setosa     |
| 5,2             | 4,1             | 1,5             | 0,1             | I. setosa     |
| 5,5             | 4,2             | 1,4             | 0,2             | I. setosa     |
| 4,9             | 3,1             | 1,5             | 0,2             | I. setosa     |
| 5,0             | 3,2             | 1,2             | 0,2             | I. setosa     |
| 5,5             | 3,5             | 1,3             | 0,2             | I. setosa     |
| 4,9             | 3,6             | 1,4             | 0,1             | I. setosa     |
| 4,4             | 3,0             | 1,3             | 0,2             | I. setosa     |
| 5,1             | 3,4             | 1,5             | 0,2             | I. setosa     |
| 5,0             | 3,5             | 1,3             | 0,3             | I. setosa     |
| 4,5             | 2,3             | 1,3             | 0,3             | I. setosa     |
| 4,4             | 3,2             | 1,3             | 0,2             | I. setosa     |
| 5,0             | 3,5             | 1,6             | 0,6             | I. setosa     |
| 5,1             | 3,8             | 1,9             | 0,4             | I. setosa     |
| 4,8             | 3,0             | 1,4             | 0,3             | I. setosa     |
| 5,1             | 3,8             | 1,6             | 0,2             | I. setosa     |
| 4,6             | 3,2             | 1,4             | 0,2             | I. setosa     |
| 5,3             | 3,7             | 1,5             | 0,2             | I. setosa     |
| 5,0             | 3,3             | 1,4             | 0,2             | I. setosa     |
| 7,0             | 3,2             | 4,7             | 1,4             | I. versicolor |
| 6,4             | 3,2             | 4,5             | 1,5             | I. versicolor |
| 6,9             | 3,1             | 4,9             | 1,5             | I. versicolor |
| 5,5             | 2,3             | 4,0             | 1,3             | I. versicolor |
| 6,5             | 2,8             | 4,6             | 1,5             | I. versicolor |
| 5,7             | 2,8             | 4,5             | 1,3             | I. versicolor |
| 6,3             | 3,3             | 4,7             | 1,6             | I. versicolor |
| 4,9             | 2,4             | 3,3             | 1,0             | I. versicolor |
| 6,6             | 2,9             | 4,6             | 1,3             | I. versicolor |
| 5,2             | 2,7             | 3,9             | 1,4             | I. versicolor |
| 5,0             | 2,0             | 3,5             | 1,0             | I. versicolor |
| 5,9             | 3,0             | 4,2             | 1,5             | I. versicolor |
| 6,0             | 2,2             | 4,0             | 1,0             | I. versicolor |
| 6,1             | 2,9             | 4,7             | 1,4             | I. versicolor |
| 5,6             | 2,9             | 3,6             | 1,3             | I. versicolor |
| 6,7             | 3,1             | 4,4             | 1,4             | I. versicolor |
| 5,6             | 3,0             | 4,5             | 1,5             | I. versicolor |
| 5,8             | 2,7             | 4,1             | 1,0             | I. versicolor |
| 6,2             | 2,2             | 4,5             | 1,5             | I. versicolor |
| 5,6             | 2,5             | 3,9             | 1,1             | I. versicolor |
| 5,9             | 3,2             | 4,8             | 1,8             | I. versicolor |
| 6,1             | 2,8             | 4,0             | 1,3             | I. versicolor |
| 6,3             | 2,5             | 4,9             | 1,5             | I. versicolor |
| 6,1             | 2,8             | 4,7             | 1,2             | I. versicolor |
| 6,4             | 2,9             | 4,3             | 1,3             | I. versicolor |
| 6,6             | 3,0             | 4,4             | 1,4             | I. versicolor |
| 6,8             | 2,8             | 4,8             | 1,4             | I. versicolor |
| 6,7             | 3,0             | 5,0             | 1,7             | I. versicolor |
| 6,0             | 2,9             | 4,5             | 1,5             | I. versicolor |
| 5,7             | 2,6             | 3,5             | 1,0             | I. versicolor |
| 5,5             | 2,4             | 3,8             | 1,1             | I. versicolor |
| 5,5             | 2,4             | 3,7             | 1,0             | I. versicolor |
| 5,8             | 2,7             | 3,9             | 1,2             | I. versicolor |
| 6,0             | 2,7             | 5,1             | 1,6             | I. versicolor |
| 5,4             | 3,0             | 4,5             | 1,5             | I. versicolor |
| 6,0             | 3,4             | 4,5             | 1,6             | I. versicolor |
| 6,7             | 3,1             | 4,7             | 1,5             | I. versicolor |
| 6,3             | 2,3             | 4,4             | 1,3             | I. versicolor |
| 5,6             | 3,0             | 4,1             | 1,3             | I. versicolor |
| 5,5             | 2,5             | 4,0             | 1,3             | I. versicolor |
| 5,5             | 2,6             | 4,4             | 1,2             | I. versicolor |
| 6,1             | 3,0             | 4,6             | 1,4             | I. versicolor |
| 5,8             | 2,6             | 4,0             | 1,2             | I. versicolor |
| 5,0             | 2,3             | 3,3             | 1,0             | I. versicolor |
| 5,6             | 2,7             | 4,2             | 1,3             | I. versicolor |
| 5,7             | 3,0             | 4,2             | 1,2             | I. versicolor |
| 5,7             | 2,9             | 4,2             | 1,3             | I. versicolor |
| 6,2             | 2,9             | 4,3             | 1,3             | I. versicolor |
| 5,1             | 2,5             | 3,0             | 1,1             | I. versicolor |
| 5,7             | 2,8             | 4,1             | 1,3             | I. versicolor |
| 6,3             | 3,3             | 6,0             | 2,5             | I. virginica  |
| 5,8             | 2,7             | 5,1             | 1,9             | I. virginica  |
| 7,1             | 3,0             | 5,9             | 2,1             | I. virginica  |
| 6,3             | 2,9             | 5,6             | 1,8             | I. virginica  |
| 6,5             | 3,0             | 5,8             | 2,2             | I. virginica  |
| 7,6             | 3,0             | 6,6             | 2,1             | I. virginica  |
| 4,9             | 2,5             | 4,5             | 1,7             | I. virginica  |
| 7,3             | 2,9             | 6,3             | 1,8             | I. virginica  |
| 6,7             | 2,5             | 5,8             | 1,8             | I. virginica  |
| 7,2             | 3,6             | 6,1             | 2,5             | I. virginica  |
| 6,5             | 3,2             | 5,1             | 2,0             | I. virginica  |
| 6,4             | 2,7             | 5,3             | 1,9             | I. virginica  |
| 6,8             | 3,0             | 5,5             | 2,1             | I. virginica  |
| 5,7             | 2,5             | 5,0             | 2,0             | I. virginica  |
| 5,8             | 2,8             | 5,1             | 2,4             | I. virginica  |
| 6,4             | 3,2             | 5,3             | 2,3             | I. virginica  |
| 6,5             | 3,0             | 5,5             | 1,8             | I. virginica  |
| 7,7             | 3,8             | 6,7             | 2,2             | I. virginica  |
| 7,7             | 2,6             | 6,9             | 2,3             | I. virginica  |
| 6,0             | 2,2             | 5,0             | 1,5             | I. virginica  |
| 6,9             | 3,2             | 5,7             | 2,3             | I. virginica  |
| 5,6             | 2,8             | 4,9             | 2,0             | I. virginica  |
| 7,7             | 2,8             | 6,7             | 2,0             | I. virginica  |
| 6,3             | 2,7             | 4,9             | 1,8             | I. virginica  |
| 6,7             | 3,3             | 5,7             | 2,1             | I. virginica  |
| 7,2             | 3,2             | 6,0             | 1,8             | I. virginica  |
| 6,2             | 2,8             | 4,8             | 1,8             | I. virginica  |
| 6,1             | 3,0             | 4,9             | 1,8             | I. virginica  |
| 6,4             | 2,8             | 5,6             | 2,1             | I. virginica  |
| 7,2             | 3,0             | 5,8             | 1,6             | I. virginica  |
| 7,4             | 2,8             | 6,1             | 1,9             | I. virginica  |
| 7,9             | 3,8             | 6,4             | 2,0             | I. virginica  |
| 6,4             | 2,8             | 5,6             | 2,2             | I. virginica  |
| 6,3             | 2,8             | 5,1             | 1,5             | I. virginica  |
| 6,1             | 2,6             | 5,6             | 1,4             | I. virginica  |
| 7,7             | 3,0             | 6,1             | 2,3             | I. virginica  |
| 6,3             | 3,4             | 5,6             | 2,4             | I. virginica  |
| 6,4             | 3,1             | 5,5             | 1,8             | I. virginica  |
| 6,0             | 3,0             | 4,8             | 1,8             | I. virginica  |
| 6,9             | 3,1             | 5,4             | 2,1             | I. virginica  |
| 6,7             | 3,1             | 5,6             | 2,4             | I. virginica  |
| 6,9             | 3,1             | 5,1             | 2,3             | I. virginica  |
| 5,8             | 2,7             | 5,1             | 1,9             | I. virginica  |
| 6,8             | 3,2             | 5,9             | 2,3             | I. virginica  |
| 6,7             | 3,3             | 5,7             | 2,5             | I. virginica  |
| 6,7             | 3,0             | 5,2             | 2,3             | I. virginica  |
| 6,3             | 2,5             | 5,0             | 1,9             | I. virginica  |
| 6,5             | 3,0             | 5,2             | 2,0             | I. virginica  |
| 6,2             | 3,4             | 5,4             | 2,3             | I. virginica  |
| 5,9             | 3,0             | 5,1             | 1,8             | I. virginica  |

S'han publicat diferents versions del conjunt de dades.